# Buri (Brasil)
Buri es un municipio brasileño del estado de San Pablo, también llamado "Capital de la Amistad". Se encuentra ubicado a 23°47′51″ de latitud sur y 48° 35′ 34″ de longitud oeste, a una altitud de 590 metros sobre el nivel del mar. Está ubicado en 270 km de la capital, en la región Sudoeste del Estado de San Pablo, perteneciendo a la Mesorregión de Itapetininga. En área territorial, Buri es el municipio número 21 del Estado de San Pablo, sus tierras se encuentran dentro del Valle del Alto Paranapanema. El municipio está formado por la sede y el distrito de Aracaçu.